# 師曠
師曠（し こう、生没年不詳）は中国春秋時代の晋の平公に仕えた楽人。字は子野。盲であったが琴の名手であり、酒色に耽溺する平公にたびたび箴言を述べた。

## 『蒙求和歌』の「師曠清耳」
『蒙求和歌（もうぎゅうわか）』巻十二、管絃部（かんげんのぶ）にて、「師曠清耳」としてとりあげられる。
皆が「整っている」と言った鐘の音を、「整っていない」と判断できたほど、音の清濁を聞き分ける能力があったとされる。
師曠が琴を弾くと南より鶴がやってきて集まり、風曲を弾けば風が吹き荒れ、雨曲を弾けば雨が降り出したという逸話を持つ。

## 『蒙求和歌』での歌
『蒙求和歌』に記されている、師曠のことを詠んだ歌。
山風にとふべかりけり花の鐘にまだ色かへぬ声のにほひを